# Mikołaj Podgórski
Mikołaj Podgórski, ros. Николай Люцианович Подгурский, Nikołaj Lucjanowicz Podgórski (ur. 13 sierpnia?/25 sierpnia 1877 w Rewlu, zm. 1 listopada 1918 tamże) – oficer cesarskiej rosyjskiej marynarki wojennej, polskiego pochodzenia, kontradmirał. Służył podczas wojny rosyjsko-japońskiej i I wojny światowej.

## Życiorys
Urodził się w Rewlu (ob. Tallinn), ze strony ojca jego rodzina pochodziła ze zrusyfikowanej polskiej szlachty z Wilna. Jego ojcem był Lucjan Konstanty Podgórski (1848-1906), także oficer marynarki rosyjskiej korpusu inżynierów-mechaników, matką była Aleksandra Podgórska z d. Iwanowa (1852-1940).
Służył w rosyjskiej marynarce od 1894 roku. W 1897 roku ukończył Morski Korpus Kadetów z 24. lokatą, uzyskując pierwszy stopień oficerski miczmana. Ukończył następnie oficerski kurs broni minowej (torpedowej).
W 1903 roku w stopniu lejtnanta został starszym oficerem broni minowej krążownika „Bajan”, który wszedł w skład rosyjskiej Eskadry Pacyfiku, stacjonującej w Port Artur w Chinach. Na stanowisku tym uczestniczył w walkach wokół Port Artur podczas wojny rosyjsko-japońskiej. Za akcję ratunkową marynarzy z niszczyciela „Strasznyj” pod ostrzałem japońskich krążowników 13 kwietnia 1904 roku (31 marca starego stylu) został odznaczony orderem św. Anny IV klasy z napisem „za męstwo”. We wrześniu 1904 roku, w związku z remontem „Bajana”, skierowano część załogi na front lądowy wokół twierdzy. Szczególnie odznaczył się w walkach Podgórski, który zaproponował wykorzystywanie morskich miotaczy min do bombardowania japońskich okopów, a 17 (4) września stoczył z góry na japoński okop bombę wykonaną z miny morskiej, wywołując spore zniszczenia. 22 (9) września Podgórski z dwoma minerami wysadził zdobyty przez Japończyków schron na Górze Wysokiej, co pozwoliło na jej odzyskanie i, według oceny rosyjskiej, odwlekło upadek twierdzy o 2 miesiące. Został za to odznaczony Orderem św. Jerzego IV klasy. Kierował też produkcją granatów ręcznych, z materiałów wybuchowych.
Po upadku Port Artur w styczniu 1905 roku, dostał się do niewoli japońskiej. Po zwolnieniu, po zakończeniu wojny kontynuował służbę w marynarce rosyjskiej, we Flocie Bałtyckiej. W 1905 roku został dowódcą torpedowca nr 74, w latach 1906-1907 był pomocnikiem starszego oficera krążownika „Bogatyr’”. W 1907 roku ukończył szkołę pływania podwodnego i w latach 1908–1909 był dowódcą okrętu podwodnego „Drakon”, a w latach 1909–1910 – torpedowca „Rietiwyj”. W 1910 roku został skierowany do szkolnictwa morskiego, jako flagowy oficer minowy sztabu eskadry. Od 1911 roku był starszym oficerem krążownika pancernego „Rossija”. W latach 1913–1914 był dowódcą niszczyciela „Gienierał Kondratienko”.
Po wybuchu I wojny światowej, od 25 sierpnia 1914 do 4 maja 1915 roku (starego stylu) był dowódcą krążownika „Rossija”, jednocześnie awansował na stopień komandora. Następnie do 1916 roku był dowódcą Dywizji Okrętów Podwodnych na Bałtyku, po czym dowódcą Zespołu Okrętów Zatoki Botnickiej.
6 grudnia 1916 r. otrzymał stopień kontradmirała
Po rewolucji październikowej wystąpił ze służby. Zamierzał zająć się marynarką handlową i w 1918 roku przyjechał do Rewla z zamiarem zakupu statku, lecz zachorował na grypę „hiszpankę” i 1 listopada 1918 roku zmarł w Rewlu.

## Odznaczenia[3]
- order św. Anny 4 klasy z napisem "za męstwo" (za chrabrost'  (1904)
- order św. Anny 3 klasy z mieczami (1904)
- Order św. Jerzego 4 klasy (1904)
- order św. Stanisława 2 klasy z mieczami (1904)
- złota szabla "Za dzielność" (1905)
- order św. Włodzimierza 4 klasy z mieczami (1905)
- order św. Włodzimierza 3 klasy z mieczami (1915)

Zagraniczne:
- krzyż kawalerski Orderu Zbawiciela (grecki, 1900)
- krzyż oficerski Orderu Sławy (Tunezja, 1907)
- Order św. Michała i św. Jerzego 3 klasy (Wielka Brytania, 1916)
- Order Łaźni 3 klasy (Wielka Brytania, 1916)